# Hans-Jörg Butt
Hans-Jörg Butt (Oldenburg, 28 de maio de 1974) é um ex-futebolista alemão que atuava como goleiro.

## Carreira
Butt chegou ao Bayer Leverkusen em 2001, proveniente do Hamburger SV, onde tinha jogado nas duas temporadas anteriores. Pelo Leverkusen chegou à Final da Liga dos Campeões de 2002, perdendo para o Real Madrid
No início da época 2007/08 transferiu-se para o Sport Lisboa e Benfica, mas teve poucas oportunidades. No final da mesma época, por mútuo acordo, Butt e o Benfica rescindiram o contrato.
A 4 de Junho de 2008, com 34 anos, assinou pelo Bayern Munique um contrato de dois anos.
Após a era Klinsmann e com a chegada de Louis van Gaal, Butt ganhou espaço na equipe titular após as fracas atuações de Michael Rensing.
Na temporada 2009/10 foi titular no Bayern, vencendo a Bundesliga e a Copa da Alemanha, além de ter chegado à final da Liga dos Campeões mas, tal como em 2002, acabou por perder. Desta feita foi o Internazionale. Acabou chamado para a Copa do Mundo de 2010, devido também as ausências de Robert Enke (que suicidara-se no ano anterior) e de René Adler (que fraturou a costela), dois dos favoritos ao posto de goleiro.
Reformou-se em 2012, aos 39 anos.
Logo após pendurar as luvas, Butt passou a ser treinador dos juniores do Bayern, a 1 de julho mas abandonou o cargo um mês depois, a 7 de agosto.

## Títulos
VFB Oldenburg
- Regionalliga Nord: 1995–96

Bayern de Munique
- Bundesliga: 2009–10
- DFB-Pokal: 2009–10
- Supercopa da Alemanha: 2010

### Campanhas de destaque
Bayer Leverkusen
- Finalista da Liga dos Campeões da UEFA: 2001–02
- Finalista da DFB-Pokal: 2001–02

Bayern de Munique
- Finalista da Liga dos Campeões da UEFA: 2009–10 e 2011–12
- Finalista da DFB-Pokal: 2011–12

Seleção Alemã
- Finalista da Copa do Mundo: 2002
- Terceiro Lugar na Copa do Mundo: 2010

## Ligações Externas
- «SLBenfica.pt - Perfil do jogador»
- «LPFP.pt - Perfil do jogador»
- Perfil em Goal.com (em inglês)
- Perfil em Soccerway (em português)
- Bet365 (em português)